# Associazione Fascista Calcio Catania 1941-1942
Questa voce raccoglie le informazioni riguardanti l'Associazione Fascista Calcio Catania nelle competizioni ufficiali della stagione 1941-1942.

## Stagione
La stagione di guerra 1941-1942 è molto dura per la popolazione etnea, la sera del 14 dicembre Catania e Acireale sono martoriate dagli attacchi aerei per sei ore. Eppure nessuno decide di fermare il teatrino del calcio. In agosto la dirigenza aveva piazzato un colpo ad effetto, richiamando dopo cinque anni l'allenatore ungherese Géza Kertész. 
L'organico ruota attorno al centrattacco austriaco Engelbert Koenig, un ventenne dal volto serio che ha già assaggiato la Serie A con la Fiorentina, in avanti gioca con Caposciutti, Schillani e Miglioli, il reparto delle mezze ali perde Di Bella, ceduto alla Juventina Palermo. Davanti al trio difensivo formato dal portiere Costanzo e dai terzini Nebbia e Stivanello, agiscono i mediani Tesi, Nelli e Bettini. Girone di andata chiuso in testa, poi cedimento nel finale di campionato. Unica consolazione stagionale il titolo di capocannoniere con 18 reti di Koenig atteso in Serie A da una brillante carriera con Lazio, Sampdoria e Genoa. L'allenatore Kertész si sta per accomodare sulla panca della Roma in Serie A, ma prima di rientrare da Budapest, muore da eroe, trucidato dalle SS per aver sottratto un ragazzo ebreo alla folle caccia nazista, fornendogli un rifugio. Nella stagione 1941-1942 il Catania si classifica al sesto posto con 29 punti, nel torneo vinto dalla Juventina Palermo con 38 punti.

## Rosa
| N. |                     | Ruolo | Calciatore         |
| -- | ------------------- | ----- | ------------------ |
|    | Italia (bandiera)   | C     | Renzo Bettini      |
|    | Italia (bandiera)   | A     | Francesco Buccheri |
|    | Italia (bandiera)   | A     | Aldo Caposciutti   |
|    | Italia (bandiera)   | P     | Carmelo Caruso     |
|    | Italia (bandiera)   | D     | Gaetano Cicerano   |
|    | Italia (bandiera)   | C     | Ermanno Colombo    |
|    | Italia (bandiera)   | P     | Angelo Costanzo    |
|    | Italia (bandiera)   | C     | Giuseppe De Luca   |
|    | Germania (bandiera) | A     | Engelbert Koenig   |

| N. |                   | Ruolo | Calciatore              |
| -- | ----------------- | ----- | ----------------------- |
|    | Italia (bandiera) | A     | Umberto Marcoccio       |
|    | Italia (bandiera) | C     | Grado Matteoni          |
|    | Italia (bandiera) | A     | Renato Miglioli         |
|    | Italia (bandiera) | D     | Luigi Gioacchino Nebbia |
|    | Italia (bandiera) | D     | Lido Nelli              |
|    | Italia (bandiera) | C     | Arturo Presselli        |
|    | Italia (bandiera) | C     | Bruno Schillani         |
|    | Italia (bandiera) | D     | Luigi Stivanello        |
|    | Italia (bandiera) | D     | Ivo Tesi                |

## Risultati

### Serie C girone H

#### Girone di andata
| Brindisi 26 ottobre 1941 1ª giornata | Brindisi           | 0 – 0 | Catania | Campo Sportivo del Littorio\| Arbitro: \| Altomare (Taranto) \| |
| Arbitro:                             | Altomare (Taranto) |       |         |                                                                 |

| Arbitro: | Nocera (Palermo) |

|                                                  |           |  |
| Schillani 24’ Koenig 26’, 36’, 57’ Presselli 83’ | Marcatori |  |

| Arbitro: | Di Nanni (Napoli) |

|              |           |                           |
| Molinari 35’ | Marcatori | 48’, 65’ (rig.) Presselli |

| Arbitro: | Sorge (Siracusa) |

|                                                        |           |              |
| Matteoni 4’ Koenig 36’ Schillani 37’ Nebbia 80’ (rig.) | Marcatori | 88’ Di Falco |

| Arbitro: | Pranzo (Lecce) |

|              |           |                                                                   |
| Borromeo 17’ | Marcatori | 7’, 48’ Caposciutti 10’ (rig.) 85’ Presselli 20’, 33’, 87’ Koenig |

| Arbitro: | Nocera (Palermo) |

|           |           |  |
| Koenig 7’ | Marcatori |  |

| Arbitro: | Siino (Palermo) |

|  |           |                       |
|  | Marcatori | 68’ (aut.) Bettini II |

| Arbitro: | Albanese (Taranto) |

|  |           |              |
|  | Marcatori | 39’ Miglioli |

| Arbitro: | Racugno (Taranto) |

|                               |           |              |
| Mamberti 9’ Sudati 68’ (rig.) | Marcatori | 45’ Miglioli |

| Arbitro: | Sorge (Siracusa) |

|            |           |               |
| Koenig 29’ | Marcatori | 11’ Radicelli |

| Arbitro: | Campisi (Siracusa) |

|             |           |  |
| Amadesi 66’ | Marcatori |  |

| Arbitro: | Fidomanzo (Messina) |

|                 |           |                                     |
| Koenig 14’, 38’ | Marcatori | 33’ (aut.) Nelli 51’ (rig.) Mazzoli |

#### Girone di ritorno
| Arbitro: | Siino (Palermo) |

|                                                  |           |  |
| Nelli 29’, 87’ Miglioli 34’, 69’ Koenig 63’, 71’ | Marcatori |  |

| Arbitro: | Stampacchia (Napoli) |

|                           |           |                    |
| Cattaneo 40’ Di Pinto 79’ | Marcatori | 25’, 41’ Schillani |

| Arbitro: | Prandi (Roma) |

|                      |           |  |
| Koenig 11’, 55’, 67’ | Marcatori |  |

| Arbitro: | Gemini (Roma) |

|           |           |          |
| Bazan 55’ | Marcatori | 68’ Tesi |

| Arbitro: | Sorge (Siracusa) |

|                                                                        |           |  |
| Koenig 40’, 66’ Nebbia 49’ (rig.) Matteoni 64’, 89’ Marcoccio 69’, 74’ | Marcatori |  |

| Arbitro: | Tonnetti (Roma) |

|  |           |                     |
|  | Marcatori | 6’, 85’ Caposciutti |

| Arbitro: | Albanese (Taranto) |

|             |           |  |
| Bisogni 91’ | Marcatori |  |

| Arbitro: | Cilento (Soverato) |

|                             |           |  |
| Nelli 26’ Nebbia 85’ (rig.) | Marcatori |  |

| Arbitro: | Cilento (Soverato) |

|                         |           |  |
| Tesi 2’ Caposciutti 30’ | Marcatori |  |

| Arbitro: | Pasinetti (Roma) |

|                |           |  |
| Missio 1’, 22’ | Marcatori |  |

| Arbitro: | Biancone (Roma) |

|  |           |             |
|  | Marcatori | 20’ Amadesi |

| Arbitro: | Siino (Palermo) |

|                                      |           |               |
| Mazzoli 36’ (rig.) 52’ Mirabello 57’ | Marcatori | 85’ Marcoccio |